# Webtoon
Webtoons är en digitala serieplattform som startade i Korea 2004. År 2022 var plattformen världens största digitala serieplattform med 82 miljoner månatliga användare varav mer än hälften kvinnor. Serierna är gratis att läsa och finansieras genom reklam. Intäkterna 2020 var 656 miljoner dollar och året därpå 900 miljoner dollar.
Sajten publicerar koreanska webbserier av manhwatyp. De publiceras främst på koreanska webbplatser, bland annat Daum och Naver. På senare tid har de utökat så kallade grenar där de publicerar serier även på bland annat kinesiska, indonesiska och amerikanska. Både professionella och amatörer kan lägga upp sina webtoons.
Webtoons är i ett enda långt strippformat där läsaren skrollar ner för att läsa. Ofta är de gjorda i färg, vissa har till och med ljud som spelas upp när läsaren kommer till en viss del av kapitlet.
I juli 2014 släppte Naver en officiell översättning av några av sina webtoons på engelska och svenska.

## Exempel på Webtoons
- Girls of the wild's
- ORANGE MARMELAD
- Noblesse
- Tower of God
- The God of HighSchool
- Uriah. Skapad av den svenska serieskaparen Magnolia Winroth.